# Dragon Quest (videogioco)
Dragon Quest (ドラゴンクエスト?, Doragon Kuesuto), conosciuto come Dragon Warrior negli Stati Uniti, è un videogioco di ruolo pubblicato nel 1986 da Enix per Nintendo Entertainment System, e in seguito convertito su numerose altre piattaforme. Si tratta del primo capitolo dell'omonima serie.
Il gioco è stato sviluppato dalla Chunsoft, che in seguito realizzerà altri quattro episodi della serie, con la collaborazione del fumettista Akira Toriyama (autore di Dragon Ball) per la grafica e del compositore Kōichi Sugiyama per la colonna sonora. L'ideatore Yūji Horii ha dichiarato di essersi ispirato, per la creazione di Dragon Quest, a videogiochi occidentali come Wizardry e Ultima. Dragon Quest ha avuto una grandissima influenza sul genere dei videogiochi di ruolo su console: ne è considerato il capostipite e ha introdotto molte convenzioni meccaniche, divenute col tempo tratti tipici del genere. Diversi altri franchise longevi di videogioco di ruolo per console sono stati originariamente creati proprio in risposta a Dragon Quest, come per esempio Final Fantasy di Squaresoft e Phantasy Star di SEGA.
Fascia d'età: PEGI: 12; USK: 12+

## Trama
Dragon Quest si svolge nel regno di Alefgard, un paese ispirato all'Europa medievale entro un mondo high fantasy. Diversi anni prima dell'inizio del gioco, Alefgard fu minacciata dal malvagio demone Zoma, ma questi fu sconfitto da un eroico guerriero chiamato Erdrick (Loto nell'originale giapponese). Erdrick consegnò alla famiglia reale un artefatto magico chiamato Ball of Light ("Sfera di Luce"), grazie alla quale il paese poté prosperare a lungo. Tuttavia, sotto il regno di re Lorik (Lars XVI) un malevolo eremita riuscì a padroneggiare una potente magia nera, che gli permise di scatenare sul regno di Alefgard orde di terribili mostri: le armate di Lorik furono messe in rotta e gli insediamenti umani isolati gli uni dagli altri, la città di Haukness (Damdara) fu rasa al suolo e l'eremita riuscì a rubare la Ball of Light e a rapire la principessa Gwaelin (Laura). Autoproclamatosi Dragonlord ("Signore dei Draghi"), lo stregone restaurò il castello di Zoma (sito su un isolotto inaccessibile) e lo elesse a propria sede, sicuro del proprio dominio su tutta Alefgard.
Il giocatore veste i panni di un giovanotto appena giunto al palazzo reale di Tantegel (Ladutorm): egli si presenta come discendente diretto di Erdrick e ottiene da re Lorik il permesso di combattere il Dragonlord. In una caverna poco lontano da Tantegel l'eroe trova il sepolcro del suo illustre antenato e apprende da un'epigrafe in che modo si può entrare nel castello di Zoma: bisogna utilizzare due artefatti magici, la Sunstone ("Pietra del sole") e la Staff of Rain ("Verga della Pioggia"), per creare una Rainbow Drop ("Goccia di Arcobaleno") capace di collegare l'isolotto al continente con un arcobaleno solido. Il protagonista si mette quindi in viaggio per tutta Alefgard in cerca dei santuari in cui sono custoditi i due talismani: la Sunstone si trova in un sotterraneo ben celato del castello di Tantegel, accessibile solo con le chiavi magiche fabbricate nella città di Rimuldar; la Staff of Rain viene consegnata all'eroe in cambio della Lyre of Ire ("Lira dell'Ira"), appartenuta al leggendario menestrello Galen e nascosta nel suo mausoleo a Galenholm. Nel corso di questa ricerca l'eroe può fare irruzione nella caverna ove è stata rinchiusa la principessa Gwaelin e uccidere il drago che la sorveglia; la ragazza offrirà allora la sua mano al protagonista e potrà o accompagnarlo per il resto dell'avventura (senza che questo impatti sulle meccaniche di gioco) o farsi riportare da lui a Tantegel. In questo secondo caso Gwaelin donerà all'eroe una sorta di bussola chiamata Gwaelin's Love ("Amore di Gwaelin"), che lo aiuterà a trovare, sepolto in una remota palude, il monile detto Erdrick's Token ("Segno di Erdrick"): il protagonista dovrà esibirlo in un terzo santuario per provare la propria discendenza e officiare, finalmente, il rito per creare la Rainbow Drop. Inoltre, se il giocatore esplora le rovine di Haukness, potrà affrontare un cavaliere nero al servizio del Dragonlord e sottrargli l'armatura appartenuta a Erdrick, una corazza di altissima qualità.
Dopo aver attivato la Rainbow Drop, l'eroe potrà avventurarsi nel castello del Dragonlord e, se ne esplora i recessi più remoti, riappropriarsi anche dell'eccezionale spada di Erdrick; dopo aver percorso il maniero dalle fondamenta alla sala del trono, si troverà davanti il perfido stregone, che gli proporrà di stringere un'alleanza e dividersi il dominio sul mondo. Se il giocatore accetta, un'animazione di game over lascerà intendere che il Dragonlord ha assassinato a tradimento l'eroe appena questi ha abbassato la guardia; se rifiuta, inizierà un duello tra l'eroe e il Dragonlord, diviso (unicum in tutto il gioco) in due fasi: non appena la forma umana dell'antagonista viene apparentemente uccisa, egli continua la lotta nella sua vera forma di drago sputafuoco.
Una volta abbattuto definitivamente il Dragonlord, l'eroe si riappropria della Ball of Light e ne usa i poteri per far sparire da Alefgard tutti i mostri, ristabilendo così la pace; tornato a Tantegel, egli rifiuta di ricevere il trono come ricompensa per la sua impresa e decide di partire oltremare, o da solo (se non ha soccorso la principessa) o con Gwaelin (se invece l'ha liberata), per crearsi un proprio reame.

## Modalità di gioco
A livello strutturale, Dragon Quest riprende le meccaniche canoniche dei giochi di ruolo cartacei come Dungeons & Dragons, già adattate in videogioco da titoli per computer quali Wizardry e Ultima. Il giocatore controlla come di avatar il discendente di Erdrick e può muoverlo all'interno di tre diversi tipi di ambienti, visualizzati con prospettiva a volo d'uccello: le città, la mappa globale e i dungeon. Negli insediamenti è possibile parlare con gli abitanti per raccogliere notizie e acquistare in cambio di oro nuove armi e armature, merci utili (in particolare torce e medicine) e servizi (soprattutto la permanenza in locande); inoltre a Tantegel è possibile parlare con re Lorik per salvare la partita. Nella versione originale giapponese il salvataggio era gestito tramite password, mentre l'edizione nord americana registrava i dati in una batteria interna alla cartuccia. 
La mappa globale va percorsa per spostarsi da una località all'altra e a ogni movimento del personaggio c'è la possibilità di incontrare un mostro. Quando ciò accade inizia un combattimento a turni, in cui il giocatore usa un menù di comandi testuali per decidere la mossa dell'eroe (attaccare con la propria arma, lanciare un incantesimo, usare un oggetto o fuggire); al contempo l'intelligenza artificiale sceglie la mossa del mostro e le due manovre vengono eseguite una dopo l'altra. Ogni volta che l'eroe uccide un mostro ottiene sia oro sia una quantità di punti esperienza; l'accumulo di questi ultimi permette al personaggio di salire di livello, aumentando così le proprie statistiche (che determinano l'energia vitale, l'energia magica e l'ammontare di danno inflitto e subìto) e imparando nuovi incantesimi. 
I dungeon sono ambienti chiusi (al pari delle città) ma popolati da mostri (come la mappa globale) e in più non sono illuminati: per poter visualizzare l'area attorno al personaggio il giocatore deve utilizzare una torcia o lanciare l'apposito incantesimo, ed entrambe le fonti di luce si spengono dopo un certo numero di passi (il che richiede di razionalizzare i tempi di esplorazione). È necessario esplorare dei dungeon per trovare la tomba di Erdrick e la Lyre of Ire, per liberare Gwaelin e per raggiungere la sala del trono del Dragonlord. 
La non-linearità dell'esplorazione fu all'epoca uno dei fattori più innovativi del gioco: era infatti inedito che il giocatore dovesse combinare assieme le indicazioni ricevute dagli abitanti per dedurre da sé dove si trovassero gli insediamenti non ancora visitati, i tre santuari nascosti e la prigione della principessa. Allo stesso modo era inusitato che i tre obiettivi principali (liberare Gwaelin, recuperare ciascuno degli artefatti e ritrovare le armi di Erdrick) potessero essere completati in qualunque ordine.

## Colonna sonora
La colonna sonora è costituita da otto tracce interamente composte da Kōichi Sugiyama; il 10 maggio 1986 fu pubblicato in Giappone  un album dal titolo Dragon Quest Suite, che proponeva un arrangiamento orchestrale della colonna sonora..
1. 序曲／Overture March
2. ラダトーム城／Chateau Ladutorm
3. 街の人々／People
4. 広野を行く／Unknown World
5. 洞窟／Dungeons
6. 戦闘／Fight
7. 竜王／King Dragon
8. フィナーレ／Finale

## Accoglienza
GameSpot inserisce Dragon Quest nella lista dei 15 videogiochi più influenti della storia. IGN lo inserisce alla posizione numero otto della lista dei più grandi videogiochi per NES della storia. IGN lo inserisce alla posizione numero 29 nella lista dei più grandi videogiochi della storia. Nintendo Power lo inserisce alla posizione 140 nella lista dei 200 più grandi giochi mai apparsi su console Nintendo. Nell'edizione del 1989 dei Nintendo Power Award, il gioco ottiene due nomine nelle categorie "Gioco migliore dell'anno" e "Gioco con miglior tema musicale". Nella lista "Top 30" di Nintendo Power, edizione novembre 1989, il gioco debutta in posizione numero 7 e rimane in classifica fino all'edizione di settembre 1990.

## Remake
Durante il Nintendo Direct di Giugno, Nintendo annuncia la data di uscita di Dragon Quest remake, fissata per il 2025.